# 小行星9814
小行星9814（英語：9814 Ivobenko）是一颗围绕太阳公转的小行星。1998年10月23日，天文学家克拉多·克洛维奇在伊斯特拉发现了此天体。
这颗小行星的绝对星等为144.88216等。